# Визбегово
Визбегово (на македонска литературна норма: Визбегово) е село в община Бутел на Северна Македония. Селото е разположено в северно от столицата Скопие и на практика е квартал на града.

## История
В края на XIX век Визбегово е българско село в Скопска каза на Османската империя. Според статистиката на Васил Кънчов („Македония. Етнография и статистика“) към 1900 година във Визбегово живеят 90 българи християни.
Според секретен доклад на българското консулство в Скопие в началото на XX век цялото християнско население на селото е сърбоманско под върховенството на Цариградската патриаршия. Според патриаршеския митрополит Фирмилиан в 1902 година във Висбегово има 10 сръбски патриаршистки къщи.
След Междусъюзническата война в 1913 година селото попада в Сърбия.
На етническата си карта от 1927 година Леонард Шулце Йена показва Ивисбегово (Ivisbegovo) като бошняшко село.
На етническата си карта на Северозападна Македония в 1929 година Афанасий Селишчев отбелязва Визбегово като българско село.
Според преброяването от 2002 година селото има 2817 жители.
| Националност     | Всичко |
| северномакедонци | 650    |
| албанци          | 2069   |
| турци            | 3      |
| роми             | 16     |
| власи            | 5      |
| сърби            | 46     |
| бошняци          | 14     |
| други            | 14     |